# Аллендейл (Южная Каролина)
Аллендейл (англ. Allendale) — крупнейший город и административный центр (столица) одноимённого округа в штате Южная Каролина в Соединённых Штатах Америки.
Согласно результатам переписи населения США, проведённой в 2020 году, число жителей города составляло 2694 человека, что, для такого небольшого населённого пункта, существенно меньше (− 22,6%), чем было во время предыдущей переписи прошедшей в 2010 году (3482 человека).

## История
5 апреля 2022 года мощный торнадо обрушился на южную и юго-восточную части города, причинив серьезный ущерб нескольким зданиям и ранив одного человека. Из-за торнадо Управление Национальной метеорологической службы в Чарльстоне, штат Южная Каролина, объявило в городе чрезвычайное положение.
Исторический центр города и множество отдельных архитектурных объектов города были занесены в Национальный реестр исторических мест США, что привлекает множество туристов и существенно способствует наполнению городского бюджета.

## География
Аллендейл находится недалеко от географического центра одноимённого округа на высоте около 57 метров над уровнем моря.
В соответствии с данными указанными на сайте центрального статистического органа страны — Бюро переписи населения США, общая площадь города составляет 3,3 квадратных мили (8,5 км2) и всю эту территорию занимает суша.